# Alagoas

Alagoas.- Malena brazilska država smještena uz atlantsku obalu između Pernambuca na sjeveru, Sergipea na jugu i Bahije na zapadu. Glavni grad Maceió.

## Povijest
Alagoas je bio dio kapetanije Pernambuco tri stoljeća, da bi postao nezavisna kapetanija 1817. godine. Razlog tome je Pernambucanska revolucija, zbog koje je kralj João IV. kaznio Pernambuco oduzimanjem dijela njegovog južnog teritorija. Jedan dio tog oduzetog područja je dan kapetaniji Bahia, a od dugog je stvorena nova kapetanija Alagoas.
Naseljavanje ovog područja je u početku teklo vrlo sporo, porastu stanovništva su uvelike pridonijeli afrički robovi. Između 16. i 17. stoljeća, ovo područje je često bila meta francuskih gusara koje je ovdje privlačila trgovina brazilskog drveta (drvo Pernambuco).
Nešto kasnije, Duarte Coelho, vlasnik kapetanije Pernambuco je vratio kontrolu nad regijom Portugalu. On je promovirao izgradnju plantaža šećerne trske i gradnju mlinova za nju. Također je u ovom području osnovao gradove Penedo i Alagoas (prvobitno Santa Maria Madalena da Alagoa do Sul) koji sada čini povijesni dio grada Marechal Deodoro.
1570. ekspedicija koju je naručio Duarte Coelho i predvodio Cristóvão Lins su istražili sjeverno područje Alagosa i osnovali mjesto Porto Calvo, kao i pet mlinova, od kojih još dva postoje.
1630. područje preuzimaju Nizozemci zbog želje za kontrolom trgovine šećerom. Za vrijeme njihove vladavine Alagoas je prosperirao. Nizozemski kolonizatori su napustili ovo područje, nakon što su poraženi 1645. godine.
Ovo područje je kroz vrijeme postalo vrlo gospodarski napredno, zahvaljujući poljoprivredi, poglavito šećernoj trski koju je obrađivalo 200 mlinova, kao i zahvaljujuću pamuku, duhanu i kukuruzu. S proglašenjem nezavisnosti Brazila od Portugala 1822. godine, Alagoas je postao provincija. 1839. godine, glavni grad je premješten iz Alagoasa u Maceió, najviše zbog luke.

## Zemljopis
Država je dobila svoje ime po lagunama koje zadiru po petnaestak kilometara u kopneni dio države, blizu glavnog grada Maceia.
Obala sadrži veliki broj grebena i plaža. Unutrašnjost je puna niskih zelenih brda i plitkih dolina koje su pogodne za poljoprivredu.
Najviša točka države je serra Santa Cruz (844 m), a najvažnije rijeke su: São Francisco, Mundaú i Paraíba do Meio. U državi vlada tropska klima.

## Veći gradovi
- Arapiraca
- Coruripe
- Maceió
- Maragogi
- Marechal Deodoro (P)
- Palmeira dos Indios
- Penedo (P)
- Piranhas (P)
- Porto Calvo
- Porto de Pedras (P)
- Santana do Ipanema
- União dos Palmares
- Viçosa

## Stanovništvo

### Indijanci
Popis indijanskih plemena i populacija 1999.: Jiripancó  (Jeripancó; 1,500); Kaeté (†), Kalankó (230); Karapotó (Carapotó; 796); Kariri-Xocó (Cariri-Chocó; 1.500), Karuazu (?); Natú (†), Pratió (Prakió) (†), Tingui-Botó (288);, Wakona (Aconã; †), Wassu (1.447), Xokó, Xukuru Kariri (Xucuru-Kariri; 1.820).

## Općine (municípios)
Alagoas se sastoji od 101 općine: Água Branca; Anadia; Arapiraca; Atalaia; Barra de Santo Antônio; Barra de São Miguel; Batalha; Belém; Belo Monte; Boca da Mata; Branquinha; Cacimbinhas; Cajueiro; Campestre; Campo Alegre; Campo Grande; Canapi; Capela; Carneiros; Chã Preta; Coité do Nóia; Colônia Leopoldina; Coqueiro Seco; Coruripe; Craíbas; Delmiro Gouveia; Dois Riachos; Estrela de Alagoas; Feira Grande; Feliz Deserto; Flexeiras; Girau do Ponciano; Ibateguara; Igaci; Igreja Nova; Inhapi; Jacaré dos Homens; Jacuípe; Japaratinga; Jaramataia; Joaquim Gomes; Jundiá; Junqueiro; Lagoa da Canoa; Limoeiro de Anadia; Maceió; Major Isidoro; Mar Vermelho; Maragogi; Maravilha; Marechal Deodoro; Maribondo; Mata Grande; Matriz de Camaragibe; Messias; Minador do Negrão; Monteirópolis; Murici; Novo Lino; Olho d’Água das Flores; Olho d’Água do Casado; Olho d’Água Grande; Olivença; Ouro Branco; Palestina ; Palmeira dos Índios; Pão de Açúcar; Pariconha; Paripueira; Passo de Camaragibe; Paulo Jacinto; Penedo; Piaçabuçu; Pilar; Pindoba; Piranhas; Poço das Trincheiras; Porto Calvo; Porto de Pedras; Porto Real do Colégio; Quebrangulo; Rio Largo; Roteiro; Santa Luzia do Norte; Santana do Ipanema; Santana do Mundaú; São Brás; São José da Laje; São José da Tapera; São Luís do Quitunde; São Miguel dos Campos; São Miguel dos Milagres; São Sebastião; Satuba; Senador Rui Palmeira; Tanque d’Arca; Taquarana; Teotônio Vilela; Traipu; União dos Palmares; Viçosa.

## Gospodarstvo
Gospodarstvo države se većinom bazira na poljoprviredi, većinom šećernoj trski i duhanu. Šećerna trska se također koristi i za lokalnu alkoholnu industriju. Druga važna industrija države je proizvodnja kemijskih proizvoda.
U zadnjih dvadeset godina je probujao i turizam i obala države je prepuna hotela. Na sjevernoj obali, posebno oko gradova Maragogi i Japaratinga se razvijaju odmarališta koja privlače ljude s juga, kao i iz Europe.

## Zastava
Grb države simbolizira prva alagoaška naselja, Porto Calvo i Penedo. Na grbu se također nalaze motivi plantaža, šećerne trske i pamuka. Boje zastave podsjećaju na francusku zastavu i simboliziraju geslo Francuske revolucije: sloboda, jednakost i bratstvo. Zvijezda na grbu simolizira državu.

## Poznate osobe
- Arthur Ramos, antropolog
- Aurélio Buarque de Hollanda Ferreira, leksikograf;
- Cacá Diegues, redatelj;
- Djavan, pjevač;
- Graciliano Ramos, pisac;
- Heloísa Helena, političarka;
- Hermeto Pascoal, glazbenik;
- Jorge de Lima, pisac;
- Marechal Deodoro da Fonseca, prvi Predsjednik Brazila;
- Marechal Floriano Peixoto, drugi predsjednik Brazila;
- Nise da Silveira, psihijatar;
- Pontes de Miranda, pisac;
- Guimarães Passos, pisac;
- Zagalo, nogometaš;

## Vanjske poveznice
- Vlada države Alagoas
- Tribunal pravde države Alagoas  Arhivirana inačica izvorne stranice od 15. studenoga 2012. (Wayback Machine)